# Allohelea bottimeri
Allohelea bottimeri är en tvåvingeart som beskrevs av Wirth 1991. Allohelea bottimeri ingår i släktet Allohelea och familjen svidknott.
Artens utbredningsområde är Texas. Inga underarter finns listade i Catalogue of Life.